# 僕らの物語
「僕らの物語」（ぼくらのものがたり）は、GReeeeNの23枚目のシングル。2013年11月27日にNAYUTAWAVE RECORDSから発売された。

## 概要
- 表題曲「僕らの物語」、カップリング曲「僕らは物語」共に『第92回全国高等学校サッカー選手権大会』の応援歌として使用されている。
- 応援歌が2曲というのは、全国高校サッカー選手権大会においては初めてのことである。
- メンバーの92は自身の名前でもあるだけに「92回」ということを強調していた。
- この曲について、メンバーのnaviはライブの際に、「元気がなくて頑張れない時も、頑張っていれば元気になれる時もある」と話していた。
- メンバー自身の手書きのメッセージで「『僕らの物語』は、仲間と共に戦う、未来の希望！！『僕らは物語』は、仲間と駆け抜けた今日までの日々！！」としている[1]。
- 他にも「「自分って、なんの為に生きてるんだろう？」って悩み、「生きてる意味が無いんじゃないか」って孤独を感じている人たちに聴いてほしくて、この曲は作りました。カッコ悪くたって、強く生きて欲しい。そう思っています。」とコメントを発表している[2]。
- 今までのGReeeeNとは打って変わって、そっと背中を押すような曲から自ら相手の手を引くような印象が強い楽曲となった。
- 全国高校サッカー選手権大会に出場した全高校にメンバー直筆サインが送られた。
- 特典映像にはGReeeeN初のツアー「俺らレボリューション」北海道公演のOP映像が収録されている。

## プロモーションビデオ
- 本曲のプロモーションビデオには、俳優の濱田龍臣が出演している[3]。
- また、プロデューサーであるJINが加入していた「Pay money To my Pain」のT$UYO$HI、ZAXが参加している。
- PVの冒頭に時計が映る描写があるが、3時11分となっており、3月11日に起きた「東日本大震災」を連想させる描写がある。

## 収録曲
- 全曲、作詞･作曲：GReeeeN　編曲：JIN

1. 僕らの物語  [4:13]
  - 第92回全国高校サッカー選手権大会 応援歌
2. 僕らは物語 [4:12]
  - 第92回全国高校サッカー選手権大会 応援歌

## 収録アルバム
- 今から親指が消える手品しまーす。（#1）
- C、Dですと!?（#1）
- ALL SINGLeeeeS 〜& New Beginning〜（#1）